# Dendropanax bolivianus
Dendropanax bolivianus är en araliaväxtart som beskrevs av Michel Gandoger. Dendropanax bolivianus ingår i släktet Dendropanax och familjen Araliaceae. Inga underarter finns listade.